# 呉寶春
呉 寶春（ご ほうしゅん、ウー・バオチュン、繁体字中国語: 吳寶春、1970年9月5日 - ）は台湾屏東県出身のパン職人で、ベーカリー「呉寶春店（呉宝春麥方店/呉宝春麦方店）」の創業者。「」の字は中国語圏でも外字で本人および店舗の公式ウェブサイトや各メディアでも「麥方」と表記されるため、本欄でもハイパーリンクが生じる以下の記事名および節タイトルも「麥方」で表記する。

## 経歴
内埔郷龍泉村で出生。家族は両親と8人きょうだい。12歳で父と死別し、家計のために県立崇文国民中学卒業と同時に台北市で就労し、パン職人としての修行を始める。
2006年、曹志雄および文世成とチームを組み、他の台湾25チームを破ってベーカリーのワールドカップ「クープ・デュ・モンド・ド・ラ・ブーランジュリー」（以下CDM）アジア地区予選の台湾代表としての出場権を獲得。
2007年、中国、韓国、フィリピン代表を破りCDMアジア地区チャンピオンを獲得。
2008年、CDM本大会で欧州、米国、日本、トルコ代表などを破り準優勝。呉は個人部門でも欧州式パンで優勝。
2010年、CDMが新設した「マスター大会」（2008年大会の個人獲得ポイント上位10名で争うコンペティション）で出品した「中国語: 荔枝玫瑰麵包（ライチ薔薇パン）」で優勝。
2016年、シンガポール国立大学ビジネススクールで修士、アジア太平洋部門EMBA（経営学修士）。
マスター戴冠後は弟子も2016年の同大会で準優勝に輝くなど、後進育成にも注力している。同年にCDM主催者より「クラブ・エリート・ド・ラ・ブーランジェリー・アンテルナシオナル（EBI:le club élite de la Boulangerie Internationale）が授与された。

### 呉寶春麥方店

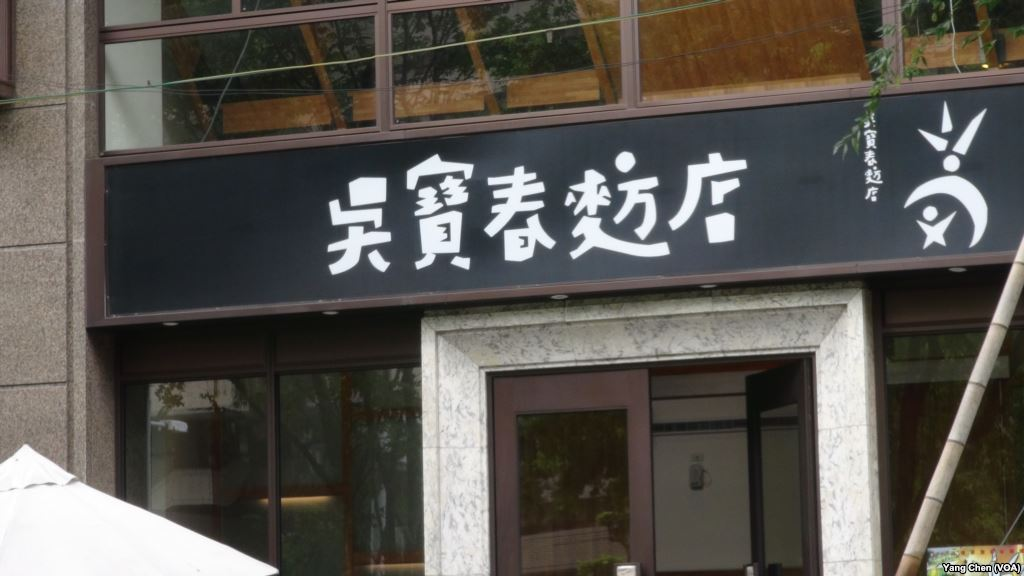
「呉寶春店」のロゴ

CDMで優勝してからは台北の「哈肯舖」などに属していたが、呉は高雄で自分の店舗を開設することを目指していた。2010年に高雄市の市政府庁舎対面のビルで店舗を確保。ビルオーナーは呉を「台湾之光」として3年間テナント料を免除するなど厚遇していた。10月29日のプレオープンを経て、11月4日に呉の自営店舗1号店となる「呉寶春店（ウー・パオチュン・パンディエン）」が正式にオープンを迎えた。
当初は複数のチェーン店を展開せず、冷凍ではない手作りのパンを提供したいと述べ、「ベーカリー界のルイ・ヴィトン」と呼ばれるパリのライオネル・ポワラーヌ（Lionel Poilâne）を目標にしている。
2013年8月15日、台北市の誠品生活松菸店地下フロアに台北店を開店。
2017年8月17日、台中市の台中国家歌劇院近くに国内3店舗目をオープン、当時の市長林佳龍も祝辞に駆けつけた。
2018年8月、台北店を松山から信義区象山に移転。
2018年12月7日、シンガポールの外食業「麵包物語（ブレッドトーク）」との合弁で上海に店舗を開設。
2019年5月、シンガポールのキャピトル・プラザ（キャピトル・ピアッツァとも）に店舗を開設。

## 騒動
2016年4月27日、台湾メディアのインタビューで海外展開について問われると、「中国には13億の市場があるが、世界には70億の市場がある」と中国進出には積極的ではなかった。その後上記のとおりシンガポールとの合弁で中国にも出店することになったが、中国のネット上で「台獨麵包（台独派のパン）」と罵倒された。呉は「自分は『中国台湾』のパン職人であり、九二共識を支持する」との声明を発表した。これに対しては台湾の市民が逆に呉を批判し、店舗のFacebookには失望の表明や不買運動を匂わせるコメントで溢れた。中華民国総統の蔡英文も中国政府を非難する声明を出すなど、両岸関係に波紋をもたらした。

## 作品

### パン
「紅酒桂圓麵包」または「酒釀桂圓麵包」

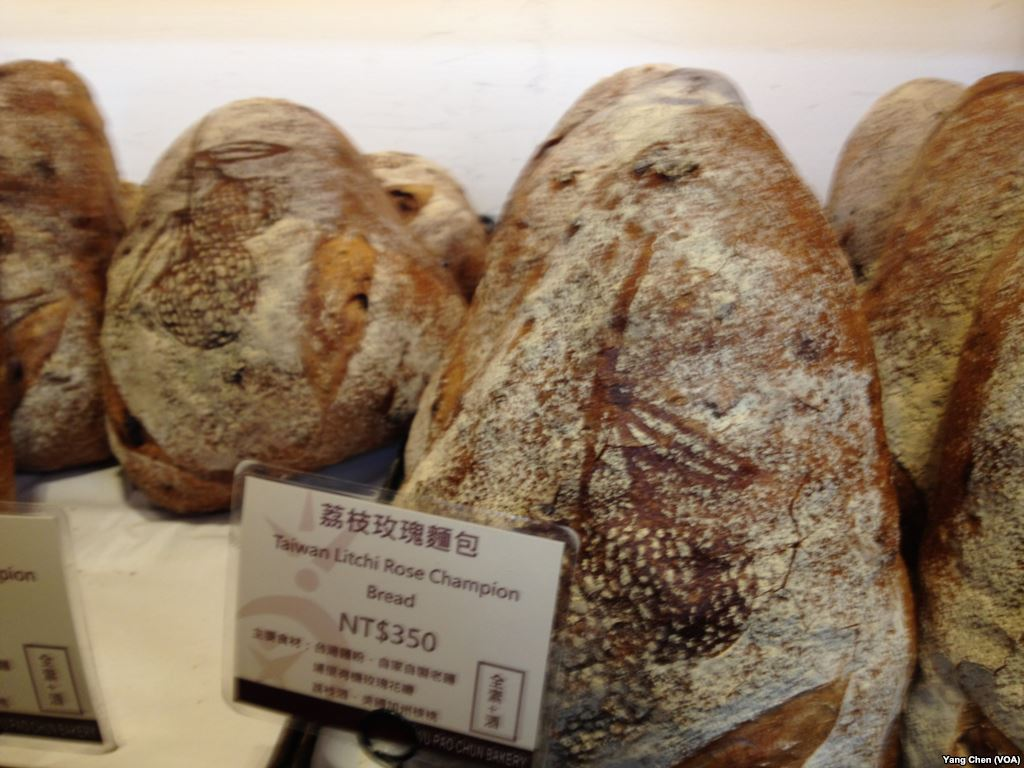
ライチ薔薇パン

CDMの2008年大会で出品された。呉が当時属していた高雄のベーカリー『帕莎蒂娜（パサデナ）』で販売されている。大会時の小米酒に代わりワインが、並選用台南県東山郷（現・台南市東山区）産のリュウガン（龍眼）とサワードウ、胚芽、クルミが使用されている。
「米釀茘香麵包」または「茘枝玫瑰麵包（ライチ薔薇パン）」
呉が2010年にCDMの世界チャンピオンとなった際のメニュー。台湾各地の食材（彰化県芬園郷のライチ、屏東県三地門郷産の原住民醸造による小米酒、南投県埔里鎮産の有機バラの花弁にクルミとサワードウ）を加えたもの）が使われている。

### 著作
- 2010年
  - 柔軟成就不凡：奧林匹克麵包師傅吳寶春（発行：寶瓶文化、ISBN 9789866745973。劉永毅との共著）
  - 吳寶春的味覺悸動（発行：時報文化、ISBN 9789571352824）
- 2012年
  - 吳寶春嚴選 感心好食材（発行：時報文化、ISBN 9789571355511）
  - 吳寶春按讚 健康優土產（発行：時報文化、ISBN 9789571356570）
- 2014年 - 吳寶春的麵包祕笈（発行：遠流、ISBN 9789573274919）

論文
- 2016年 - 麵包物語：使用者脈絡的麵包店創新 (Thesis) シンガポール国立大学

### 映像作品

#### テレビドラマ
2011年 の台湾電視公司ドラマ『最後はキミを好きになる!（醉後決定愛上你）』でパン職人役として出演、楊丞琳（レイニー・ヤン）などと共演を果たした

#### 映画
2012年に『女孩壊壊』で主演を務めた賀軍翔の父親役を演じたほか、自身の立身出世を描いたドキュメンタリー映画『世界第一麥方（英語：27°C- Loaf Rocks、邦題：27℃ - 世界一のパン）』で本人役を李國毅が演じ、呉自身も別役でゲスト出演している。放映会には民主進歩党主席だった蔡英文も出席し、「呉の成功は単に個人的な成功にとどまらず、台湾社会における新しい価値観を代表している、社会的成功という定義も変えつつある。」と好意的なコメントを寄せた